# Батецький
Батецький (рос. Батецкий) — селище у Батецькому районі Новгородської області Російської Федерації.
Населення становить 2258 осіб. Належить до муніципального утворення Батецьке сільське поселення.

## Історія
До 1927 року населений пункт перебував у складі Новгородської губернії. У 1927-1944 роках перебував у складі Ленінградської області.
Орган місцевого самоврядування від 2010 року — Батецьке сільське поселення.

## Населення
| 1959 | 1970  | 1979  | 1989  | 2002  | 2010  |
| ---- | ----- | ----- | ----- | ----- | ----- |
| 1347 | ↗1976 | ↗2239 | ↗2473 | ↘2275 | ↘2258 |